# Drahomíra Karasová
Drahomíra Karasová, dříve Miklošová, (* 3. března 1953) je česká politička a ekonomka, v letech 2016 až 2018 místopředsedkyně ODS, v letech 2016 až 2024 zastupitelka Ústeckého kraje, od listopadu 2010 do poloviny prosince 2017 starostka obce Obrnice na Mostecku (předtím v letech 2006 až 2010 místostarostka obce).

## Život
Ve svých 17 letech přerušila studium a krátce pracovala jako prodavačka v obchodě. Následovala mateřská dovolená, po níž nastoupila do administrativy - nejdříve do podniku Báňské stavby Most a po dokončení střední ekonomické školy přešla jako mzdová účetní na Doly Ležáky. Do toho těžce onemocněla a v plném invalidním důchodu strávila dva roky.
Po nemoci nastoupila do Československých státních drah jako vedoucí hospodářské správy a v roce 1992 začala pracovat na Městském úřadě Litvínov, kde byla po dvě volební období vedoucí finančního odboru a také tajemnicí. Po změně vedení města odešla a pokoušela se podnikat jako OSVČ. Po čase se však vrátila do pracovně-právního vztahu jako vedoucí MTZ a investic v mostecké nemocnici. Později byla ekonomkou na střední škole v Meziboří, a to až do roku 2006.
Drahomíra Karasová žije v obci Obrnice na Mostecku.

## Politické působení
Je členkou ODS, ve straně působí rovněž jako členka regionální rady Regionálního sdružení ODS Ústecký kraj, předsedkyně Oblastního sdružení ODS Most a předsedkyně Místního sdružení ODS Obrnice. Na 27. kongresu ODS v Ostravě byla v lednu 2016 zvolena místopředsedkyní strany. Získala 271 hlasů od 463 delegátů (tj. 59 %). Funkci zastávala do ledna 2018.
Do komunální politiky vstoupila, když za ODS kandidovala v komunálních volbách v roce 2006 do obrnického zastupitelstva. Přímo ve volbách sice zvolena nebyla (skončila jako třetí náhradnice), ale ještě v témže roce tři její kolegové rezignovali, a tak se zastupitelkou obce stala a byla zvolena i místostarostkou. Ve volbách v roce 2010 byla lídryní kandidátky a post zastupitelky obce obhájila a stala se starostkou obce. Také ve volbách v roce 2014 byla zvolena zastupitelkou obce a na začátku listopadu 2014 po druhé starostkou. V prosinci 2017 na post rezignovala z důvodu pracovního vytížení v rámci krajského zastupitelstva Ústeckého kraje, kde je předsedkyní kontrolního výboru. V roce 2013 ocenila Rada Evropy Obrnice jako první českou obec za integraci Romů.
Kandidovala ve volbách do Poslanecké sněmovny PČR v roce 2013 v Ústeckém kraji, ale neuspěla.
Za ODS dlouhodobě kandiduje do Zastupitelstva Ústeckého kraje, avšak ve volbách 2000 z 37. místa, ani v roce 2008 z 25. místa nebyla zvolena. Uspěla až ve volbách v roce 2016, kdy se stala zastupitelkou Ústeckého kraje. Ve volbách v roce 2020 post krajské zastupitelky obhájila. Ve volbách v roce 2024 již nekandidovala.